# فارمفيل (كارولاينا الشمالية)
فارمفيل (بالإنجليزية: Farmville, North Carolina)‏ هي منطقة سكنية تقع في الولايات المتحدة في مقاطعة بيت، كارولاينا الشمالية. يقدر عدد سكانها بـ 4,654 نسمة ومساحتها 8.0 كم2 وترتفع عن سطح البحر 25 متر.

## التركيبة السكانية
حدّد مكتب تعداد الولايات المتحدة بيانات التركيبة السكانية لفارمفيل في تعداد الولايات المتحدة. في ما يلي، التركيبة السكانية حسب تعدادي 2000 و2010.

### تعداد عام 2000
بلغ عدد سكان فارمفيل 4,302 نسمة بحسب تعداد عام 2000، وبلغ عدد الأسر 1,839 أسرة وعدد العائلات 1,202 عائلة مقيمة في البلدة. في حين سجلت الكثافة السكانية 492.8 نسمة لكل كيلومتر مربع (1,276.3/ميل2). وبلغ عدد الوحدات السكنية 2,010 وحدة بمتوسط كثافة قدره 230.2 لكل كيلومتر مربع (596.2/ميل2).
وتوزع التركيب العرقي للبلدة بنسبة 47.37% من البيض و50.09% من الأمريكيين الأفارقة و0.07% من الأمريكيين الأصليين و0.23% من الأمريكيين ذوي الأصول الآسيوية و1.19% من الأعراق الأخرى و1.05% من عرقين مختلطين أو أكثر و2.12% من الهسبانيون أو اللاتينيون من أي عرق.
بلغ عدد الأسر 1,839 أسرة كانت نسبة 32.1% منها لديها أطفال تحت سن الثامنة عشر تعيش معهم، وبلغت نسبة الأزواج القاطنين مع بعضهم البعض 38.8% من أصل المجموع الكلي للأسر، ونسبة 22.5% من الأسر كان لديها معيلات من الإناث دون وجود شريك،  بينما كانت نسبة 4.1% من الأسر لديها معيلون من الذكور دون وجود شريكة وكانت نسبة 34.6% من غير العائلات. تألفت نسبة 32.1% من أصل جميع الأسر من عدة أفراد يعيشون في نفس المنزل ونسبة 16.9% كانت تتألف من شخص يعيش بمفرده يبلغ من العمر 65 عاماً أو أكثر. وبلغ متوسط حجم الأسرة المعيشية 2.33، أما متوسط حجم العائلات فبلغ 2.93.
بلغ العمر الوسطي للسكان 41.8 عاماً. وكانت نسبة 23.9% من القاطنين تحت سن الثامنة عشر، وكانت نسبة 7.4% بين الثامنة عشر والرابعة والعشرين عاماً، ونسبة 23.3% كانت واقعةً في الفئة العمرية ما بين الخامسة والعشرين والرابعة والأربعين عاماً، ونسبة 26.2% كانت ما بين الخامسة والأربعين والرابعة والستين، ونسبة 18.9% كانت ضمن فئة الخامسة والستين عاماً فما فوق. يوجد لكل 100 أنثى 77.8 ذكر، ويوجد لكل 100 أنثى في الثامنة عشر من عمرها فما فوق 71.6 ذكر.
بلغ متوسط دخل الأسرة في البلدة 25,644 دولارًا، أما متوسط دخل العائلة فبلغ 35,375 دولارًا. وكان متوسط دخل الذكور 31,250 دولارًا مقابل 21,276 دولارًا للإناث. وسجل دخل الفرد الخاص بالبلدة 21,422 دولارًا. وكانت نسبة 15.3% من العائلات ونسبة 21.8% من السكان تحت خط الفقر، وكان من هؤلاء نسبة 35.5% تحت سن الثامنة عشر ونسبة 26.7% في الخامسة والستين من العمر وما فوق.

### تعداد عام 2010
بلغ عدد سكان فارمفيل 4,654 نسمة بحسب تعداد عام 2010، وبلغ عدد الأسر 1,981 أسرة وعدد العائلات 1,280 عائلة مقيمة في البلدة. في حين سجلت الكثافة السكانية 533.1 نسمة لكل كيلومتر مربع (1,380.7/ميل2). وبلغ عدد الوحدات السكنية 2,239 وحدة بمتوسط كثافة قدره 256.5 لكل كيلومتر مربع (664.3/ميل2).
وتوزع التركيب العرقي للبلدة بنسبة 48.09% من البيض و49.70% من الأمريكيين الأفارقة و0.15% من الأمريكيين الأصليين و0.43% من الأمريكيين ذوي الأصول الآسيوية و0.80% من الأعراق الأخرى و0.84% من عرقين مختلطين أو أكثر و2.49% من الهسبانيون أو اللاتينيون من أي عرق.
بلغ عدد الأسر 1,981 أسرة كانت نسبة 31.2% منها لديها أطفال تحت سن الثامنة عشر تعيش معهم، وبلغت نسبة الأزواج القاطنين مع بعضهم البعض 36.7% من أصل المجموع الكلي للأسر، ونسبة 23.2% من الأسر كان لديها معيلات من الإناث دون وجود شريك،  بينما كانت نسبة 4.6% من الأسر لديها معيلون من الذكور دون وجود شريكة وكانت نسبة 35.4% من غير العائلات. تألفت نسبة 31.9% من أصل جميع الأسر من عدة أفراد يعيشون في نفس المنزل ونسبة 14.6% كانت تتألف من شخص يعيش بمفرده يبلغ من العمر 65 عاماً أو أكثر. وبلغ متوسط حجم الأسرة المعيشية 2.32، أما متوسط حجم العائلات فبلغ 2.93.
بلغ العمر الوسطي للسكان 42.5 عاماً. وكانت نسبة 24.7% من القاطنين تحت سن الثامنة عشر، وكانت نسبة 6.9% بين الثامنة عشر والرابعة والعشرين عاماً، ونسبة 21.3% كانت واقعةً في الفئة العمرية ما بين الخامسة والعشرين والرابعة والأربعين عاماً، ونسبة 29.7% كانت ما بين الخامسة والأربعين والرابعة والستين، ونسبة 17.4% كانت ضمن فئة الخامسة والستين عاماً فما فوق. وتوزع التركيب الجنسي للسكان بنسبة 44.8% ذكور و55.2% إناث.